# Otto Renner
Otto Renner, född 25 april 1883 i Neu-Ulm, död 8 juli 1960 i München, var en tysk botaniker och växtgenetiker. 
Renner fortsatte ärftlighetsforskaren Erwin Baurs arbete, och etablerade teorin om moderns plastida arv som en allmänt accepterad genetisk teori. Renner arbetade med växter i nattljussläktet (Oenothera).
Auktorsnamnet Renner kan användas för Otto Renner i samband med ett vetenskapligt namn inom botaniken; se Wikipediaartiklar som länkar till auktorsnamnet.